# Heidmoor
Heidmoor ist eine Gemeinde im äußersten Südwesten des Kreises Segeberg in Schleswig-Holstein. Das heutige Gemeindegebiet besteht seit 1951.

## Geografie

### Geografische Lage
Im Naturraum der Barmstedt-Kisdorfer Geest (Haupteinheit Nr. 694), einem Teilbereich der Gruppe der Südholsteinischen Geest (694–696), gelegen, erstreckt sich das Gemeindegebiet von Heidmoor in einer waldreichen Umgebung. So erstrecken sich Hasselbusch, Königsgehege sowie Gehege Lutzhorn bis auf die nördlichen bzw. westlichen Bereiche der Gemarkung.

### Gemeindegliederung
Die Gemeinde Heidmoor umfasst siedlungsgeografisch den genauso betitelten Wohnplatz, welcher als eine Streusiedlung klassifiziert ist.

### Nachbargemeinden
Das Gemeindegebiet von Heidmoor wird eingefasst von jenen der Gemeinden:
| Mönkloh         | Weddelbrook                                 |                                    |
|                 | Kompassrose, die auf Nachbargemeinden zeigt | Lentföhrden, Nützen, Kaltenkirchen |
| Bokel, Lutzhorn | Barmstedt, Heede, Langeln                   |                                    |

## Geschichte
Das ganze Gebiet war Teil des Hasselbuscher Forsts, bis es 1911 durch einen gewaltigen Brand vernichtet wurde. Die dabei entstandene Freifläche sollte in Ackerland umgewandelt werden und wurde im Ersten Weltkrieg zunächst für die Anlage von Kriegsgefangenenlagern genutzt. Die ersten Siedler kamen 1920 in das Gebiet, 1921 war die erste Siedlung fertiggestellt.
Nach dem Brand des Hasselbuscher Forsts wurde auch ein Versuchsgut gegründet, das sich heute im Eigentum des Landes befindet. Gegenwärtig werden dort jedoch nur noch Versuche zum Futtermittelanbau durchgeführt.
Bis 1936 gehörte das Gebiet zum Gutsbezirk Rantzau. Dann wurden die mittlerweile entstandenen drei Siedlungen auf die Gemeinden Lentföhrden, Nützen und Weddelbrook aufgeteilt. 1951 wurde die Gemeinde Heidmoor gebildet.
Ende der 1950er Jahre wurde der Flughafen Kaltenkirchen geplant, für dessen Bau im Gemeindegebiet große Flächen aufgekauft und viele Gebäude abgerissen wurden. Der Bau des Flughafens ist jedoch heute nicht mehr vorgesehen.

## Politik

### Gemeindevertretung
Bei der Kommunalwahl 2023 errang die Aktive Wählergemeinschaft Heidmoor erneut alle neun Sitze in der Gemeindevertretung. Die Wahlbeteiligung betrug 65,7 Prozent.

### Wappen
Blasonierung: „Unter rotem Flammenschildhaupt in Silber ein grünes Heidekraut mit roten Blüten, darunter ein abgeflachter blauer Hügel, darin zwei gekreuzte silberne Torfspaten.“

## Verkehr
Heidmoor liegt etwa acht Kilometer südwestlich von Bad Bramstedt in waldreicher Umgebung. Nördlich verläuft die Bundesstraße 206 von Bad Bramstedt nach Itzehoe, östlich verlaufen die Bundesstraße 4 und die Bundesautobahn 7 von Hamburg nach Bad Bramstedt.